# Galvács
Galvács község Borsod-Abaúj-Zemplén vármegye Edelényi járásában.

## Fekvése
Szendrő keleti szomszédságában fekszik, attól mintegy 5 kilométerre, a megyeszékhely Miskolctól közúton 38 kilométerre északra. Észak felől Meszessel, északkelet felől Rakacaszenddel, dél felől pedig a 6 kilométerre fekvő Aboddal is határos, de közúti kapcsolata csak Szendrővel és Aboddal van, mindkettővel a 2615-ös út köti össze.

## Nevének eredete
Neve feltehetően egy szláv eredetű szóból eredhet, melynek jelentése nagy fejű ember.

## Története
A pápai tizedlajstrom említi először 1332-ben, Kaloach néven. A 16. században Galwacz, majd Galvats a neve. Jelenleg a harmadik helyén áll, az elsőt a törökök felégették, a másodikat, amely a felső-galvácsi réten állt, a Rakaca-patak vize öntötte el.
A Rákóczi-szabadságharc után felvidéki telepesek lakták a falut, ők később elmagyarosodtak.
A 19. század második felében a galvácsi birtok ura, Glatter Henrik felépíttette azt a kastélyt, melyet ma Törley-kastélyként ismernek utolsó tulajdonosa, a pezsgőgyáros Törley után. Ő 1936-ban vásárolta meg a kastélyt és a birtokot, a második világháború utáni földosztáskor azonban elveszítette, a kastélyban sokáig a község iskolája kapott helyet.

## Közélete

### Polgármesterei
- 1990–1994: Németh Józsefné (független)[3]
- 1994–1998: Németh Józsefné (független)[4]
- 1998–2002: Németh Józsefné (független)[5]
- 2002–2006: Slezsák József (független)[6]
- 2006–2010: Gregó Lajos (független)[7]
- 2010–2014: Slezsák József (független)[8]
- 2014–2019: Slezsák József (független)[9]
- 2019–2021: Slezsák József (független)[10]
- 2022–2024: Filó Gergő (független)[11]
- 2024– : Filó Gergő (független)[1]

A településen 2022. július 3-án időközi polgármester-választást kellett tartani, mert az előző faluvezető 2021. március 17-én váratlanul elhunyt [emellett egyetlen nappal korábban meghalt az elődje is]. A haláleset és az időközi választás dátumai közt eltelt, szokatlanul nagy időtávot a koronavírus-járvány miatt elrendelt korlátozások indokolták, mivel a járványhelyzet ideje alatt Magyarországon nem lehetett új választást kitűzni.

## Népesség
A település népességének változása:
| Lakosok száma | 102  | 98   | 96   | 87   | 84   | 84   | 86   |
|               | 2013 | 2014 | 2015 | 2021 | 2022 | 2023 | 2024 |

A 2001-es népszámlálás adatai szerint a településnek csak magyar lakossága volt.
A 2011-es népszámlálás során a lakosok 95,5%-a magyarnak, 1,1% németnek mondta magát (4,5% nem válaszolt; a kettős identitások miatt a végösszeg nagyobb lehet 100%-nál). A vallási megoszlás a következő volt: római katolikus 62,5%, református 13,6%, görögkatolikus 17%, felekezeten kívüli 2,3% (4,5% nem válaszolt).
2022-ben a lakosság 95,2%-a vallotta magát magyarnak, 3,6% szlováknak (2,4% nem nyilatkozott; a kettős identitások miatt a végösszeg nagyobb lehet 100%-nál). Vallásuk szerint 50% volt római katolikus, 21,4% református, 10,7% görög katolikus, 1,2% felekezeten kívüli (16,7% nem válaszolt).

## Látnivalók
- Törley-kastély

A kastélyt Glatter Henrik kezdte el építtetni 1865-ben, de mai formáját csak 1910-ben nyeri el. A kastély nevét Törley Tibor pezsgőgyáros tulajdonosról kapta. Az 1950-60-as években a kastély az államosítás következtében közösségi funkciókat kapott. Jelenleg magántulajdonban van. 
- Görög-bérc Tanösvény[16]

## Képek

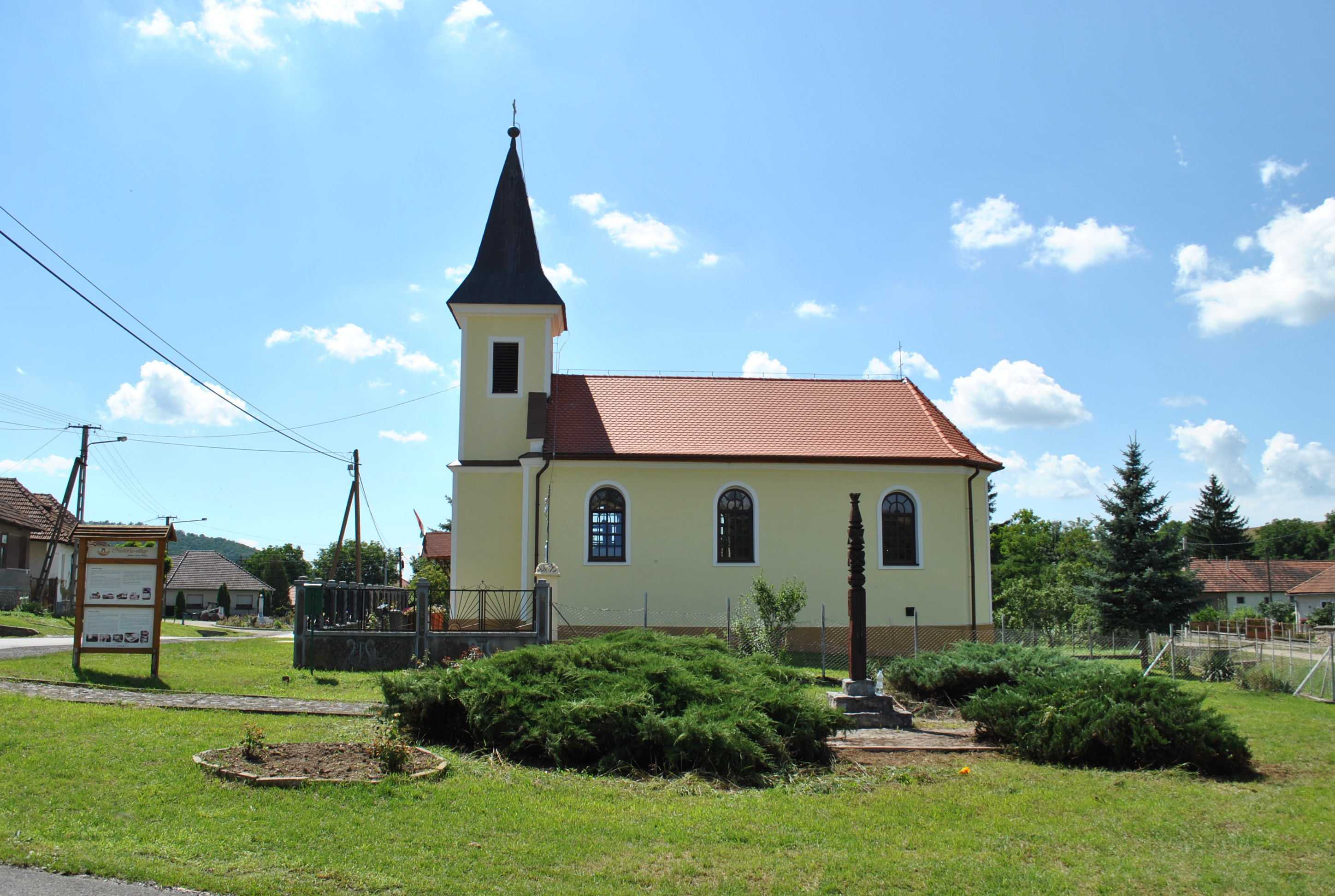
A katolikus templom
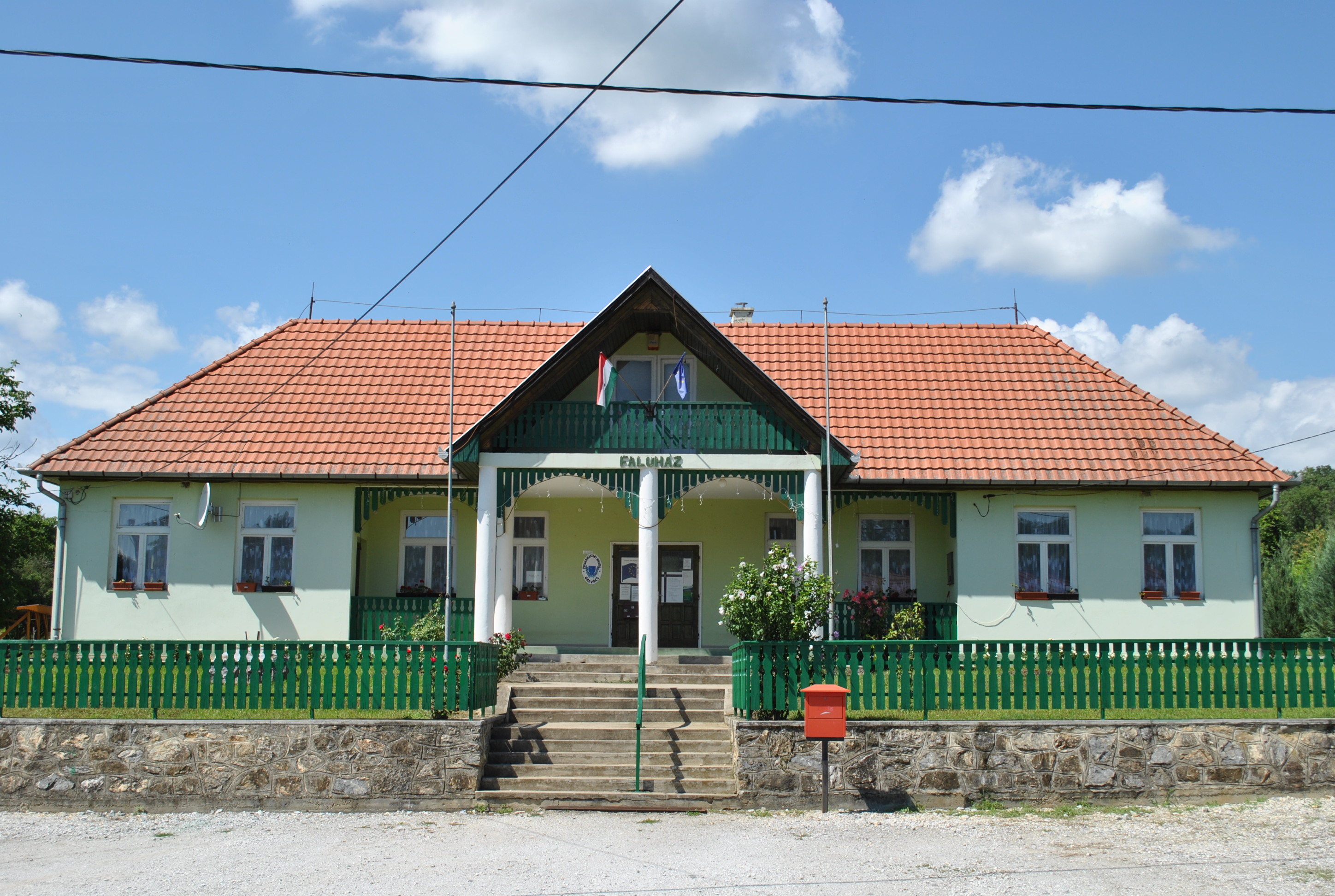
A faluház
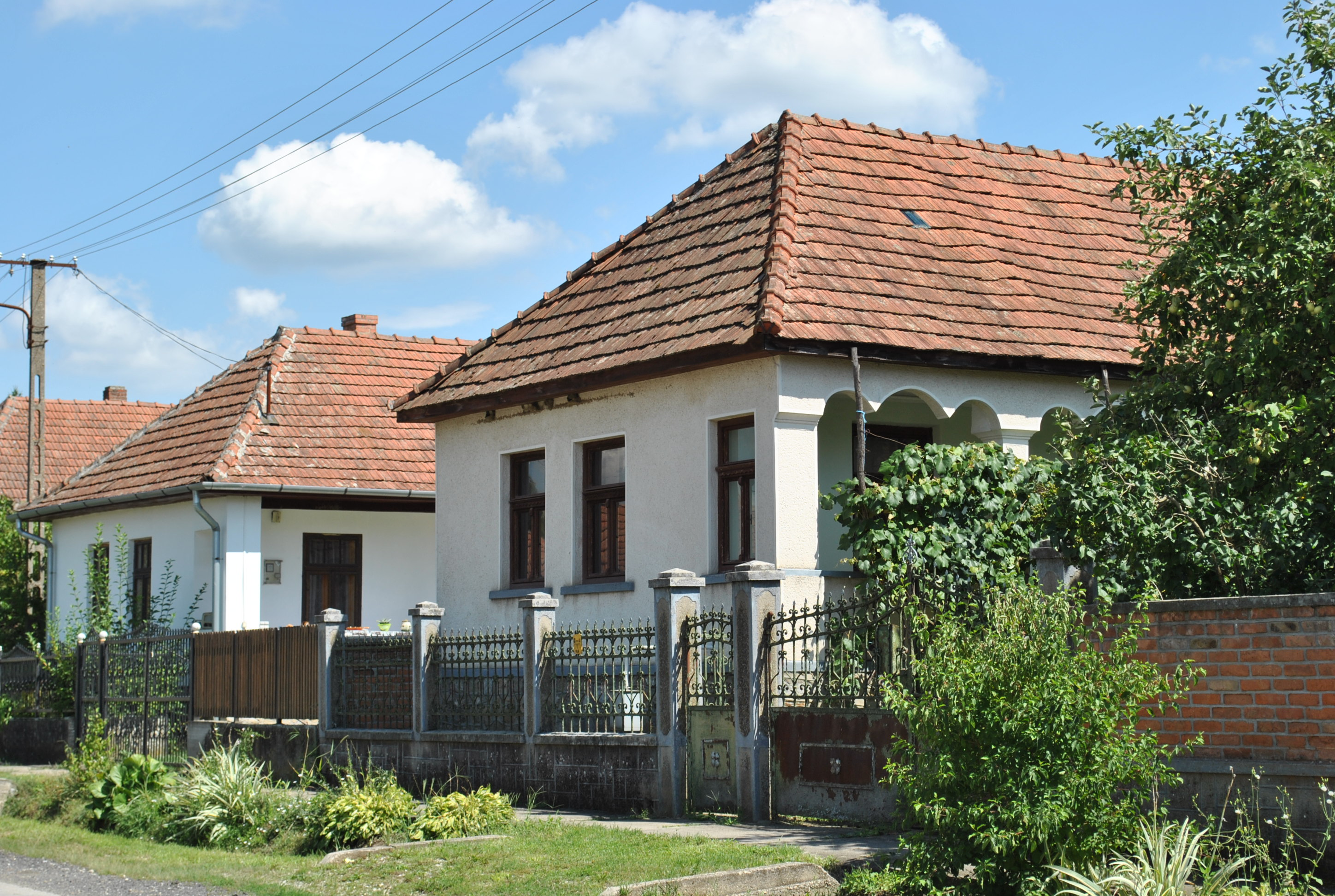
Tornácos házak a Fő utcán